# Winterset (Iowa)
Winterset è una città degli Stati Uniti d'America, situata nello Stato dell'Iowa, nella Contea di Madison, della quale è il capoluogo. La località è nota per aver dato i natali al famoso attore John Wayne.
Il territorio comunale è attraversato dal fiume Middle River, sul quale ivi è gettato un famoso ponte coperto Roseman.